# Saqiya

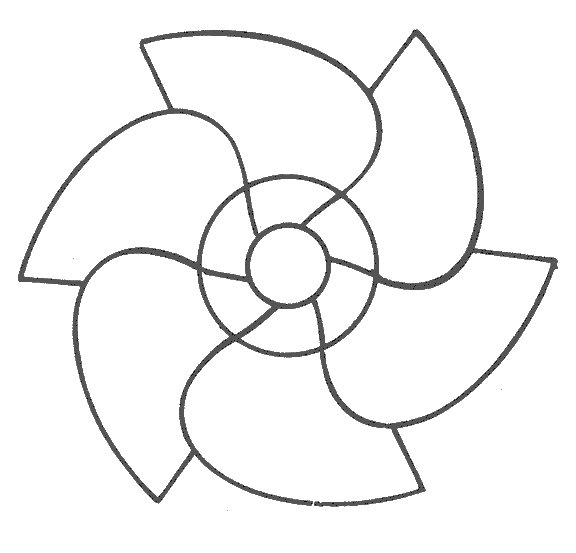
Schema di una saqiya ideale.

La Sāqiya (in arabo ﺳﺎﻗﻴـة‎?) è una macchina simile alla noria, quindi appartenente alla categoria delle ruote idrauliche aventi lo scopo di sollevare l'acqua per distribuirla in vari punti. La sua origine risale all'antico Egitto ed è stata molto diffusa nel mondo islamico.
Il dispositivo è costituito da una serie di secchi oppure otri o pale a cucchiaio, azionati dalla forza di un 
animale che si muove circolarmente spingendo una barra collegata a un asse, il cui pignone invia la rotazione a un ingranaggio posto in verticale. L'ingranaggio è formato da una puleggia che sposta la serie di secchi consentendo loro di sollevare l'acqua e di trasferirla in una canalizzazione o in un punto di raccolta.